# Lijst van rijksmonumenten in Finsterwolde
De plaats Finsterwolde telt 8 inschrijvingen in het rijksmonumentenregister. Hieronder een overzicht. 
| Object                                                        | Oorspronkelijke functie? | Bouwjaar                                                     | Architect                                   | Locatie                    | Coördinaten?                 | Nr.?   | Afbeelding                               |
| ------------------------------------------------------------- | ------------------------ | ------------------------------------------------------------ | ------------------------------------------- | -------------------------- | ---------------------------- | ------ | ---------------------------------------- |
| De Hoop                                                       | Koren en -pelmolen       | 1868 1963 (rest.) 1975 (herst.)                              | Roemeling (1963) Roemeling en Molema (1975) | Ganzedijk 71               | 53° 12' 17" NB, 7° 7' 2" OL  | 15646  | Meer afbeeldingen                        |
| Boerderij van het gevorderde Oldambtster type                 | Boerderij                | 1857 ca. 1915 (tuin)                                         | J. Vroom sr. (tuin)                         | Goldhoorn 33               | 53° 12' 2" NB, 7° 4' 5" OL   | 15647  | Meer afbeeldingen                        |
| Hervormde kerk, vrijstaande klokkentoren                      | Kerk en kerkonderdeel    | 1820-'22                                                     |                                             | Hoofdweg 7                 | 53° 10' 29" NB, 7° 5' 49" OL | 15648  | Hervormde kerk, vrijstaande klokkentoren |
| Dwars woonhuis onder zadeldak met wolfseinden boven zijgevels | Boerderij                |                                                              |                                             | Hoofdweg 23                | 53° 11' 50" NB, 7° 5' 51" OL | 15649  | Meer afbeeldingen                        |
| Hervormde kerk                                                | Kerk en kerkonderdeel    | ca. 1275 verm. kort na 1586 (koor) 1852 (verb.) 1970 (rest.) |                                             | C.G. Wiegersweg 1          | 53° 11' 48" NB, 7° 6' 7" OL  | 15650  | Meer afbeeldingen                        |
| Grote Slapersluis                                             | Spuisluis                | 1924-'25 1992 (renov. dijkcoupure)                           |                                             | bij Carel Coenraadpolder 5 | 53° 13' 42" NB, 7° 7' 60" OL | 522558 | Grote Slapersluis                        |
| Kantoorwoning in Interbellumstijl                             | Werk-woonhuis            | 1929 1981 (verb.) 1987 (verb.) 1992 (uitbr.)                 | P. Westerman                                | Hoofdweg 25                | 53° 11' 50" NB, 7° 5' 47" OL | 522563 | Meer afbeeldingen                        |
| Sonnevanck                                                    | Woonhuis                 | 1914                                                         |                                             | C.G. Wiegersweg 28         | 53° 11' 41" NB, 7° 6' 7" OL  | 522564 | Meer afbeeldingen                        |